# Sülünkaş, Solhan
Sülünkaş là một xã thuộc huyện Solhan, tỉnh Bingöl, Thổ Nhĩ Kỳ. Dân số thời điểm năm 2010 là 399 người.